# Харрис, Джимми
Джеймс Ха́ррис (англ. James Harris; 18 августа 1933, Биркенхед, Мерсисайд — 17 апреля 2022) — английский футболист, играл на позиции нападающего.

## Биография

### Игровая карьера
Харрис в течение пяти сезонов играл за «Эвертон», в котором по ходу дебютного сезона 1955/56 вытеснил из основного состава одного из лидеров нападения «ирисок» Дейва Хиксона. По итогам дебютного сезона он стал лучшим бомбардиром своей команды, забив в Первом дивизионе и Кубке Англии в общей сумме 21 гол. Он продолжил играть за «Эвертон» после возвращения Дейва Хиксона, но на этот раз его перевели на позицию крайнего нападающего. 11 октября 1958 года в матче с «Тоттенхэмом» оформил хет-трик, но «ириски» проиграли со счётом 10:4. Всего за «Эвертон» Харрис сыграл во всех турнирах 207 матчей и забил 72 гола, из которых 191 матч был в Первом дивизионе.
В декабре 1960 года Харрис был продан в «Бирмингем Сити»; сумма трансфера составила 20 000 фунтов стерлингов. В составе «Бирмингема» Харрис стал лучшим бомбардиром команды и за четыре сезона забил во всех турнирах 53 гола, сыграв 113 матчей. За эти годы «Бирмингем» дошёл до финала Кубка ярмарок в 1961 году, в котором по сумме двух матчей уступил итальянской «Роме». В 1963 году «синие» завоевали Кубок Футбольной лиги.
В 1964 году перешёл в клуб Третьего дивизиона «Олдем Атлетик», за который играл в течение двух сезонов. Затем некоторое время провёл в «Транмир Роверс», за который сыграл 1 матч в Кубке английской лиги. Позже Харрис играл за «Рил», «Сент-Патрикс Атлетик» и был играющим тренером в «Элсмир Порт Таун».

### Смерть
О смерти 88-летнего Харриса было объявлено 17 апреля 2022 года.

## Достижения
«Бирмингем Сити»
- Обладатель Кубка Футбольной лиги (1): 1962/63
- Финалист Кубка ярмарок (1): 1960/1961